# 北戎攻齐之战
北戎攻齐之战，周桓王十四年（前706年）在郑庄公图霸中原之战中，郑军在齐国西北部（今山东西北部）大败北戎军的作战。
前706年夏，生活在今河北北部一带的北戎发兵侵入齐国西北部地区。齐国向郑国求救、郑庄公派太子忽率兵救齐。六月，郑军大败北戎军。俘虏北戎主将大良、少良和甲士300余人。齐僖公想要把女儿嫁给太子忽，太子忽以“齐大非偶”婉言拒绝。